# Clonakilty
Clonakilty (irl. Cloich na Coillte) – miasto leżące w południowej części hrabstwa Cork w Irlandii, przy drodze krajowej N71.